# Miquel Àngel Ramis Socias
Miquel Àngel Ramis Socias (Muro, Mallorca, 13 d'agost de 1958) és un advocat, empresari i polític mallorquí del Partit Popular de les Illes Balears (PP).
Es llicencià en dret en 1980 a la Universitat de les Illes Balears. En 1993 s'afilià al Partit Popular (PP). El 1995 és proclamat batle d'Alcúdia, càrrec que ostentaria fins a 1999. Fou batle d'Alcúdia i delegat del Govern espanyol a les Illes Balears del 31 de gener de 2003 al 30 d'abril de 2004. Fou portaveu i secretari de comunicació del PP a Balears. Des de la tardor de 2010 és el vicepresident del partit PP a les Balears.
Entre 1997 i 1999 fou Conseller de Medi Ambient, d'Ordenació del Territori i litoral del Govern Balear. Des de finals de setembre de 2009 és el vicepresident del Partit Popular Balear. A Alcúdia i durant uns pocs anys fou cap de l'oposició a l'ajuntament d'Alcúdia, càrrec que deixaria en mans de Coloma Terrassa Ventayol. A les eleccions generals espanyoles de 2011 fou elegit diputat per les Illes Balears. A les eleccions generals espanyoles de 2015 fou escollit senador per Mallorca.
Fou president del club de bàsquet Palma Aqua Mágica i membre de la Unió Esportiva d'Alcúdia. Està casat a Alcúdia amb Catalina Ventayol i té tres fills. Entre les seves aficions destaquen el tennis, el pàdel, el futbol, el bàsquet i la lectura.